# Musikjahr 1889
Liste der Musikjahre

◄◄ | ◄ | 1885 | 1886 | 1887 | 1888 | Musikjahr 1889 | 1890 | 1891 | 1892 | 1893 | ► | ►►

Weitere Ereignisse
Dieser Artikel behandelt das Musikjahr 1889.

## Ereignisse
- 14. September: Das Volkstheater in Wien wird unter dem Namen Deutsches Volkstheater eröffnet.
- 06. Oktober: Im Pariser Stadtviertel Montmartre im 18. Arrondissement wird das von Joseph Oller und Charles Zidler erbaute Vergnügungslokal Moulin Rouge eröffnet, das sich zum berühmtesten Varietétheater der Welt entwickeln wird. Der Name geht auf die bekannte Nachbildung einer roten Mühle auf dem Dach zurück.
- 23. November: In San Francisco kommt erstmals ein umgebauter Edison-Phonograph als Musikautomat mit Münzeinwurf öffentlich zum Einsatz.

### Instrumentalmusik (Auswahl)
- 11, Januar: Uraufführung der Lachischen Tänze von Leoš Janáček in Olmütz
- 17. Februar: César Franck: Die Sinfonie in d-Moll, die einzige Sinfonie des belgischen Komponisten hat ihre Uraufführung am Conservatoire de Paris mit Jules Garcin am Dirigentenpult.
- 11. November: Uraufführung der Sinfonischen Dichtung Don Juan von Richard Strauss in Weimar
- 20. November: Gustav Mahler: Die Uraufführung der 1. Sinfonie (Titan) erfolgt an der königlich-ungarischen Oper in Budapest unter der Leitung des Komponisten.

- Die ehemaligen Politiker Frank Hatton und Beriah Wilkins kaufen die Tageszeitung The Washington Post. Anlässlich dieses Ereignisses beauftragen sie John Philip Sousa mit der Komposition eines Marsches. The Washington Post March hat seine Uraufführung am 15. Juni im Rahmen eines Aufsatzwettbewerbes für Kinder.
- Anton Stepanowitsch Arenski: Symphonie Nr. 2 A-Dur op. 22
- Johannes Brahms: Sonate für Klavier und Violine Nr. 3 d-Moll op. 108; Drei Motetten op. 110
- Claude Debussy: Petite suite (Klavierwerk)
- Antonín Dvořák: Klavierquartett Es-Dur op. 87; Poetische Stimmungsbilder op. 85
- Ethel Smyth: Serenade D-Dur für Orchester
- John Philip Sousa: The Thunderer (Marsch)
- Johann Strauss (Sohn): Sinnen und Minnen (Walzer) op. 435; Kaiser-Walzer op. 437 (Uraufführung: 21. Oktober)
- Pjotr Iljitsch Tschaikowski: Walzer-Scherzo A-Dur; Impromptu As-Dur; Gruß an A. Rubinstein für gemischten Chor C-Dur; Die Nachtigall für gemischten Chor D-Dur; Kinderlied op. 54 Nr. 5, für gemischten Chor a cappella
- Charles-Marie Widor: Fantaisie pour piano et orchestre, op. 62; Romanze für Violine und Klavier, E-Dur, op. 46
- Carl Michael Ziehrer: Ballfieber, Polka op. 406

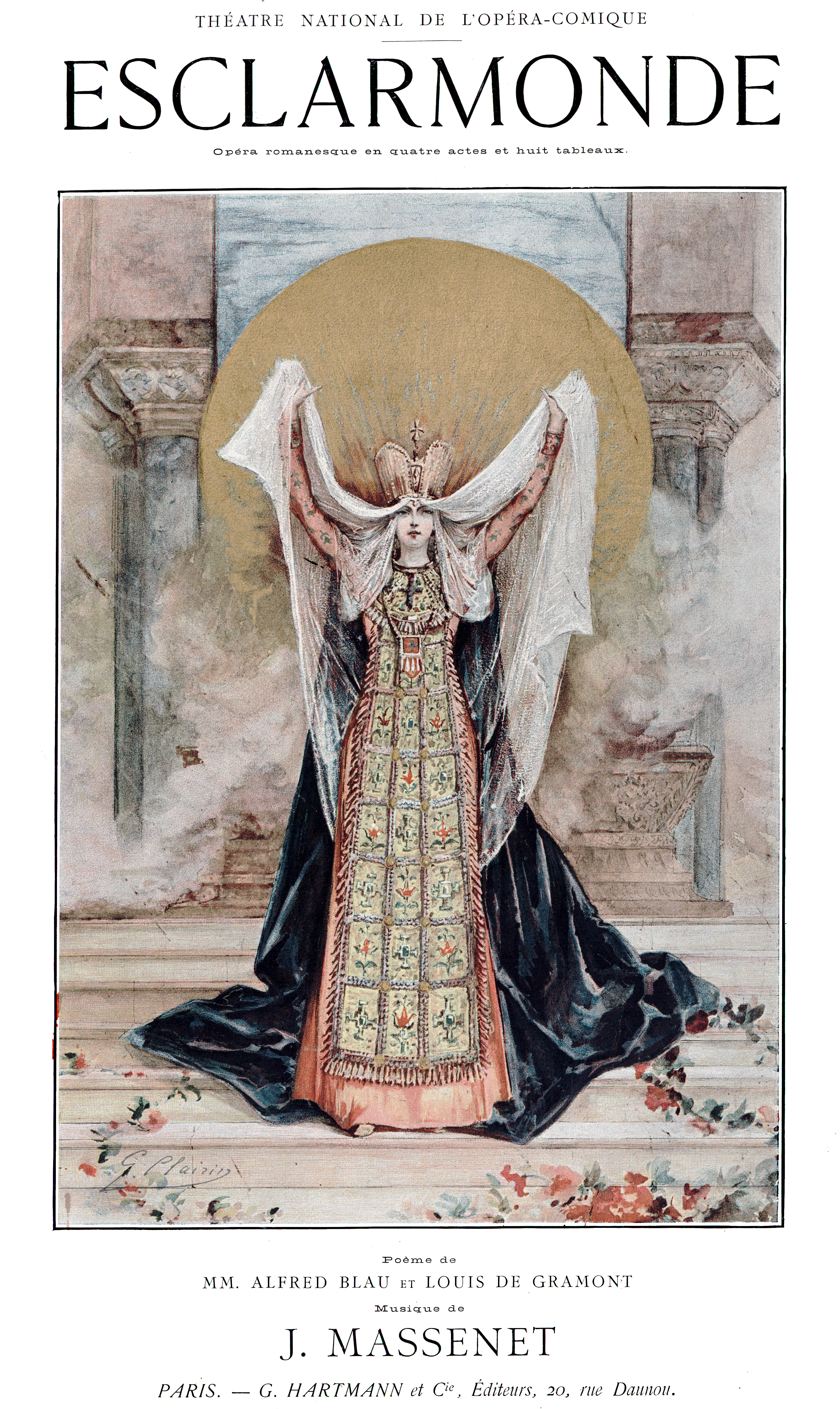
Massenet, Esclarmonde; Poster von Georges Clairin, 1889

### Musiktheater
- 06. Februar: Das Ballett Le Talisman von Marius Petipa und Riccardo Drigo hat seine Uraufführung in Sankt Petersburg.
- 12. Februar: Die Uraufführung der Oper Der Jakobiner von Antonín Dvořák findet im Nationaltheater in Prag statt.
- 02. März: Die Uraufführung der Operette Capitain Fracassa von Rudolf Dellinger findet am Carl Schultze Theater in Hamburg statt.
- 21. April: Die Uraufführung von Giacomo Puccinis zweiter Oper Edgar mit dem Libretto von Ferdinando Fontana am Teatro alla Scala di Milano in Mailand verläuft enttäuschend.
- 15. Mai: Die Uraufführung der Oper Esclarmonde von Jules Massenet erfolgt an der Opéra-Comique in Paris.
- 27. September: Uraufführung der Oper in vier Akten Lo schiavo von Antônio Carlos Gomes (Musik) mit einem Libretto von Rodolfo Paravicini im Teatro Imperial Dom Pedro II in Rio de Janeiro.
- 07. Dezember: Die Operette The Gondoliers or, The King of Barataria des Komponisten Arthur Sullivan und des Librettisten W. S. Gilbert hat ihre Uraufführung am Savoy Theatre in London. Die Operette ist die zwölfte in der Zusammenarbeit von Gilbert und Sullivan und deren letzter großer gemeinsamer Erfolg.
- Das Ballett Le Talisman (Der Talisman) von Marius Petipa und Riccardo Drigo über ein Libretto von Konstantin Tarnovsky wird in Sankt Petersburg uraufgeführt.

Weitere Uraufführungen
- César Cui: Le Flibustie (Oper)
- Sidney Jones: Aladdin II (Bühnenwerk)
- Richard Heuberger: Manuel Venegas (Oper)
- Adolf Müller junior: Heimg'funden (Weihnachtskomödie)

## Musikinstrumente
- Die Söhne des Orgelbauers John Abbey, E. et J. Abbey renovieren die Orgel der Kirche St-Séverin in Paris.[1]

## Geboren

### Januar bis Juni
- 07. Januar: Hans Johner, Schweizer Schachspieler und Musiker († 1975)

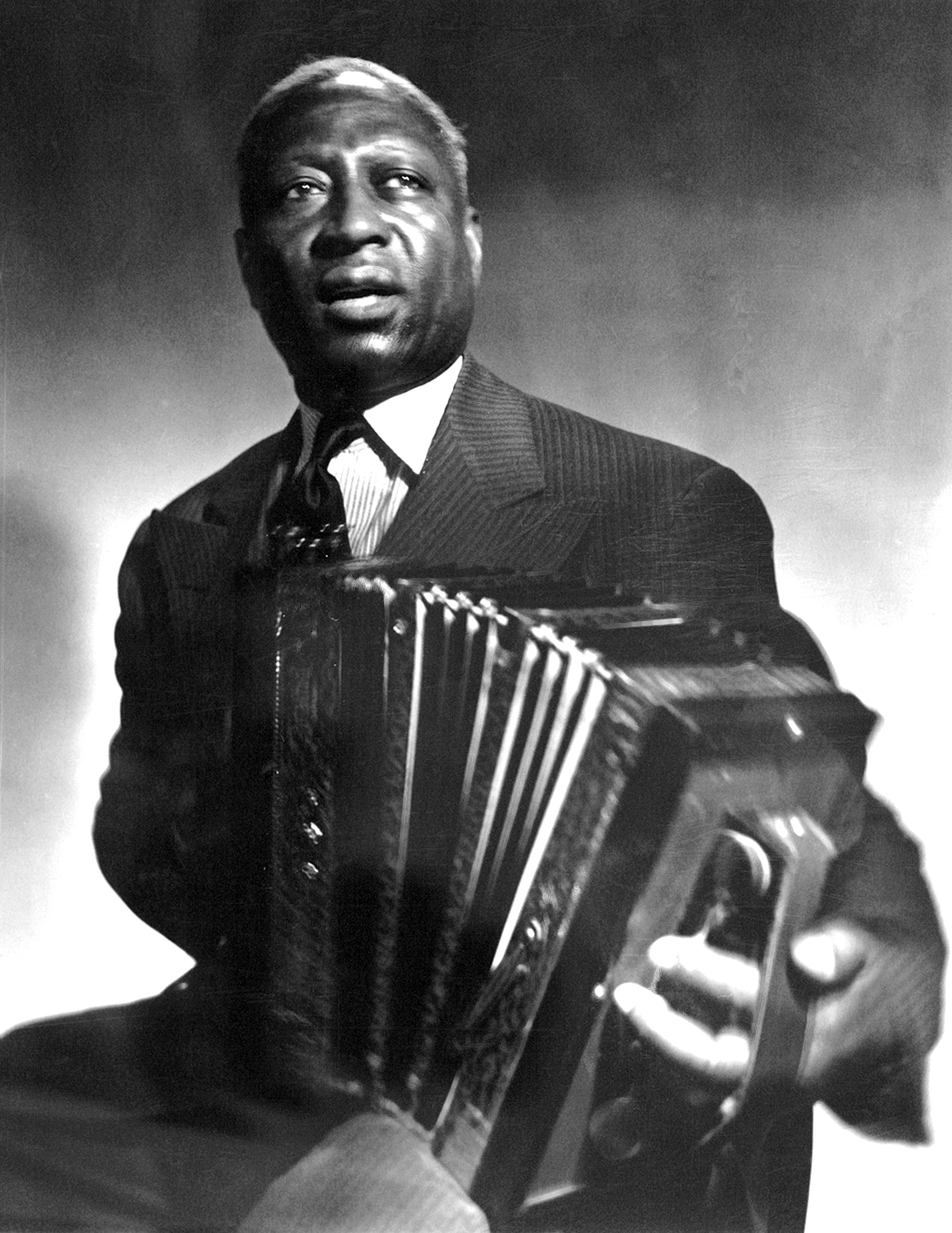
Leadbelly; * 20. Januar

- 20. Januar: Leadbelly, US-amerikanischer Bluesmusiker († 1949)
- 24. Januar: Wladimir Wladimirowitsch Schtscherbatschow, russischer Komponist († 1952)
- 25. Januar: Raúl Hugo Espoile, argentinischer Komponist († 1958)
- 25. Januar: Flore Revalles, schweizerische Sängerin, Tänzerin und Schauspielerin († 1966)
- 28. Januar: Wilhelm Walther, deutscher Komponist und Schriftsteller († 1940)
- 29. Januar: Josef Linster, rumäniendeutscher Komponist und Musikpädagoge († 1954)
- 29. Januar: Rudolf Mauersberger, deutscher Komponist und Kreuzkantor († 1971)
- 29. Januar: Viktor Polatschek, österreichischer Klarinettist und Klarinettenpädagoge († 1948)
- 31. Januar: Willy Bredschneider, österreichischer Komponist und Dirigent († 1937)
- 04. Februar: Augusto Berto, argentinischer Bandoneonist, Tangokomponist und Bandleader († 1953)
- 07. Februar: Claudia Muzio, italienische Opernsängerin († 1936)
- 08. Februar: Berthe Roy, kanadische Pianistin und Musikpädagogin († 1951)
- 08. Februar: E. Robert Schmitz, französischer Pianist und Musikpädagoge († 1949)
- 09. Februar: Eleni Lambiri, griechische Komponistin und Dirigentin († 1960)
- 10. Februar: Michael Raucheisen, deutscher Pianist († 1984)
- 20. Februar: Lewko Rewucki, ukrainischer Komponist († 1977)
- 01. März: Max Terpis (eigentlich Max Pfister), Schweizer Tänzer, Choreograf, Regisseur und Psychologe († 1958)
- 08. März: Ina Boyle, irische Komponistin († 1967)
- 16. März: Egon Ledeč, tschechoslowakischer Violinist und Komponist († 1944)
- 23. März: Alice Ripper, ungarische Pianistin († 1961)
- 25. März: Franz Krause, deutscher Jurist und Komponist († 1984)
- 26. März: Václav Kaprál, tschechischer Komponist († 1947)
- 01. April: Eduard Lichtenstein, deutscher Sänger († 1953)
- 08. April: Adrian Boult, englischer Dirigent († 1983)
- 08. April: Emil Frey, Schweizer Komponist, Pianist und Musikpädagoge († 1946)
- 11. April: Nick LaRocca, US-amerikanischer Kornettist, Bandleader und Jazzpionier († 1961)
- 16. April: Charlie Chaplin, britischer Komiker, Schauspieler, Schnittmeister, Regisseur, Komponist, Drehbuchautor und Filmproduzent († 1889)
- 21. April: Efrem Zimbalist, US-amerikanischer Komponist und Dirigent († 1985)
- 30. April: Stanislav Adam, tschechoslowakischer Lehrer, Chorleiter, Violinist und Komponist († 1974)
- 07. Mai: Lou Koster, luxemburgische Komponistin und Pianistin († 1973)
- 17. Mai: Marcel Moyse, französischer Flötist († 1984)
- 25. Mai: Gilardo Gilardi, argentinischer Komponist und Musikpädagoge († 1963)

Sigrid Onégin, * 1. Juni

- 25. Mai: Sverre Jordan, norwegischer Komponist († 1972)
- 25. Mai: Hans Joachim Moser, deutscher Musikwissenschaftler und Sänger († 1967)
- 30. Mai: George MacKenzie Brewer, kanadischer Organist, Pianist, Komponist und Musikpädagoge († 1947)
- 01. Juni: Sigrid Onégin, deutscher Opern- und Konzertsängerin († 1943)
- 03. Juni: Germain Lefebrve, kanadischer Sänger, Chorleiter und Musikpädagoge († 1946)
- 05. Juni: Tina Lerner, russisch-amerikanische Konzertpianistin († nach 1947)
- 09. Juni: Heřma Žárská, tschechische Opernsängerin († 1971)
- 18. Juni: Julius Gutmann, deutscher Opernsänger und Gesangslehrer († 1960)
- 25. Juni: Sydney Rosenbloom, britischer Pianist und Komponist († 1967)

### Juli bis Dezember

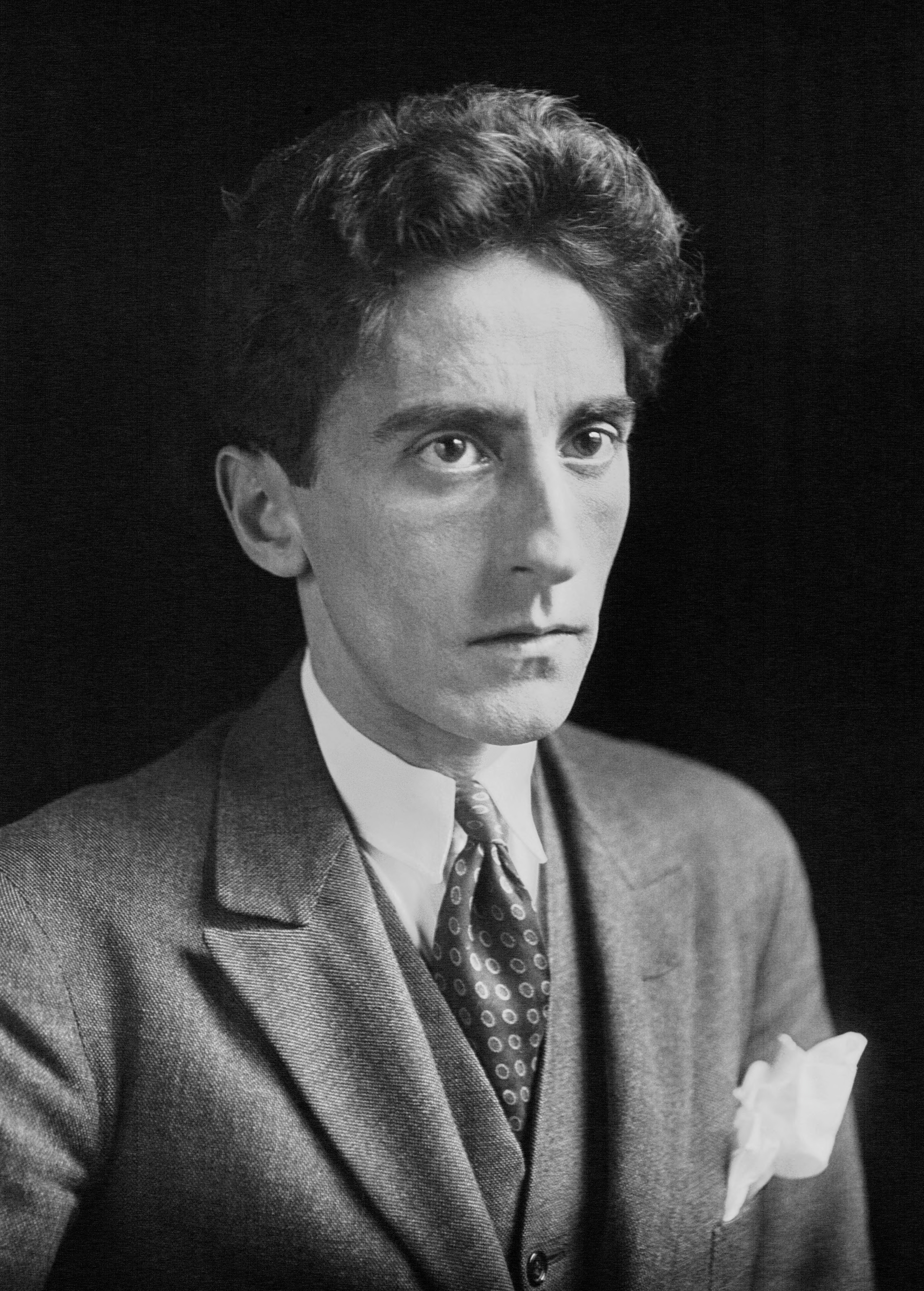
Jean Cocteau; * 5. Juli

- 05. Juli: Jean Cocteau, französischer Schriftsteller, Regisseur, Choreograph, Maler († 1963)
- 10. Juli: Noble Sissle, afroamerikanischer Sänger und Liedtext-Lyriker († 1975)
- 14. Juli: José López Alavez, mexikanischer Komponist († 1974)
- 15. Juli: Wiegand Helfenbein, deutscher Orgelbauer († 1959)
- 19. Juli: Naoum Blinder, russisch-amerikanischer Geiger und Musikpädagoge († 1965)
- 27. Juli: Hans Mahlke, deutscher Violinist, Bratschist und Musikpädagoge († 1959)
- 29. Juli: Fritz Klopper, deutscher Musikpädagoge und Komponist († 1929)
- 01. August: George Ziegler, kanadischer Organist, Chorleiter, Dirigent, Komponist und Musikpädagoge († 1981)
- 06. August: Ernst Victor Wolff, deutschamerikanischer Pianist, Cembalist, Liedbegleiter und Klavierpädagoge († 1960)
- 10. August: Cecil Armstrong Gibbs, englischer Komponist († 1960)
- 14. August: Jaroslav Jeremiáš, tschechischer Komponist († 1919)
- 24. August: Kaete Nick-Jaenicke, deutsche Konzertsängerin († 1967)
- 25. August: Rémy Principe, italienischer Komponist, Violinist und Musikpädagoge († 1977)
- 10. September: Vilém Petrželka, tschechischer Komponist († 1967)
- 13. September: Kelly Harrell, US-amerikanischer Old-Time-Musiker († 1942)
- 14. September: Steffi Walidt, österreichische Soubrette, Theater- und Stummfilmschauspielerin († 1985)
- 22. September: Haldis Halvorsen, norwegische Opernsängerin († 1936)
- 00. September: Mattie Hite, US-amerikanische Bluessängerin († 1934)
- 11. Oktober: Johann Nepomuk Kühberger, römisch-katholischer Priester, Organist und Kirchenmusiker († 1957)
- 23. Oktober: Gian Battista Mantegazzi, Schweizer Komponist und Dirigent († 1958)
- 25. Oktober: Alexander Alexandrowitsch Orlow, russischer Balletttänzer, Schauspieler sowie Estradakünstler († 1974)

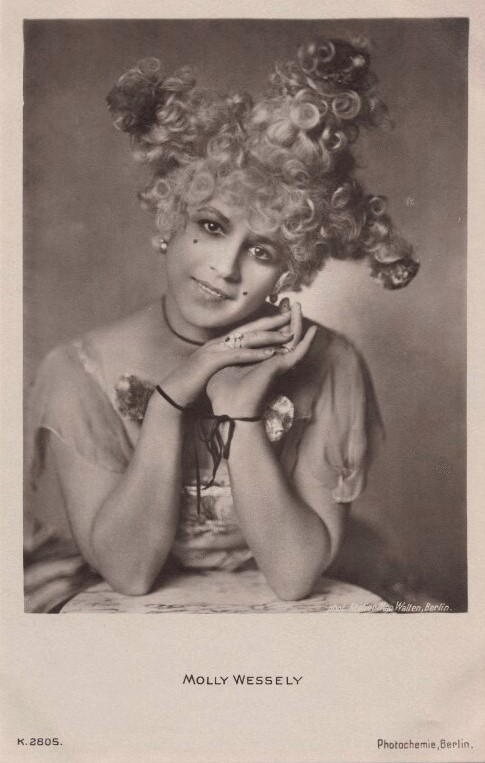
Molly Wessely; * 29. Oktober

- 29. Oktober: Molly Wessely, deutsche Schauspielerin und Operettensängerin († 1963)
- 31. Oktober: Mona Bates, kanadische Pianistin und Musikpädagogin († 1971)
- 03. November: Rezső Seress, ungarischer Komponist († 1968)
- 06. November: Eugen Linz, ungarisch-deutscher Dramatiker und Musiker († 1954)
- 11. November: Johnny Aubert, schweizerischer Pianist († 1954)
- 11. November: Luis Cluzeau Mortet, uruguayischer Komponist und Bratschist († 1957)
- 20. November: Karl Rautio, sowjetischer Komponist karelischer Nationalität, Musiklehrer und Dirigent († 1963)
- 03. Dezember: Fritz Müller-Rehrmann, deutscher Komponist († 1949)
- 15. Dezember: Kai Senstius, dänischer Komponist († 1966)
- 20. Dezember: Božidar Širola, kroatischer Komponist († 1956)
- 22. Dezember: Ferrucio Calusio, argentinischer Dirigent († 1983)

### Genaues Geburtsdatum unbekannt
- George Archibald Emmett Adams, britischer Songwriter, Texter und Arrangeur († 1938)
- Bruno Bandini, argentinischer Bratschist, Dirigent und Musikpädagoge italienischer Herkunft († 1969)
- Henri Czaplinski, polnisch-jüdischer Geiger und Musikpädagoge († unbekannt)
- Leonard Heaton, kanadischer Pianist und Musikpädagoge († 1963)
- Djane Lavoie-Herz, kanadische Pianistin und Musikpädagogin († 1982)
- Mischa Léon, dänischer Sänger († 1928)
- Peregrino Paulos, argentinischer Geiger, Bandleader und Tangokomponist († 1921)
- Magnus Schmid, deutscher Orgelbauer († 1964)
- Alexander Truslit, deutsch-russischer Musikpädagoge, Musikforscher und Musikermediziner († 1971)

## Gestorben
- 03. Januar: Giuseppe dell’Orefice, italienischer Komponist (* 1848)
- 13. Januar: Ulises Advinent, französischer Pianist, Komponist und Kapitän (* 1834)
- 17. Januar: Carl Stör, deutscher Violinist (* 1814)

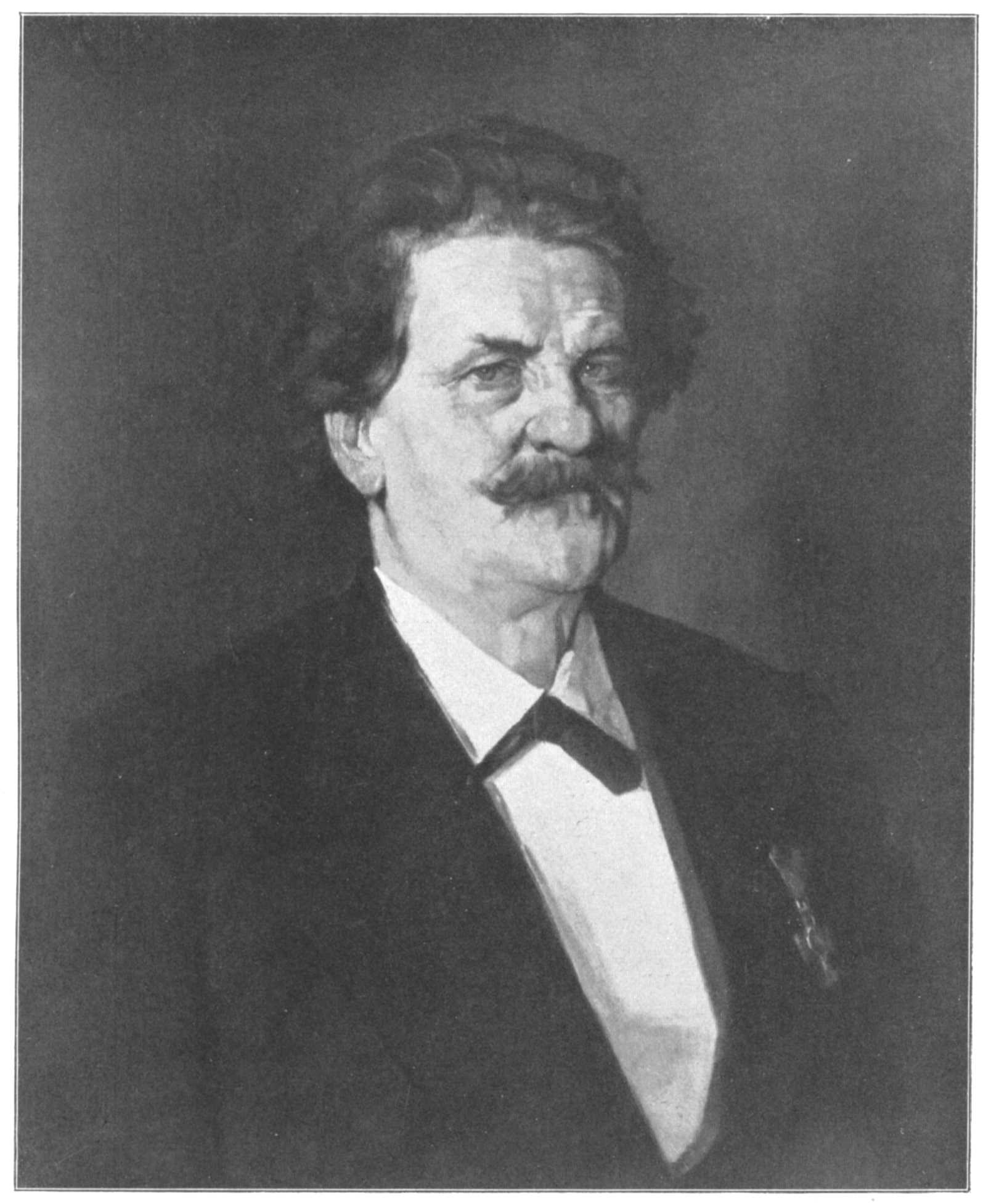
Josef Gung’l; † 1. Februar

- 01. Februar: Joseph Gungl, ungarischer Komponist (* 1809)
- 09. Februar: Thuiskon Emil Hauptner, deutscher Komponist und Musikpädagoge (* 1821)
- 26. Februar: Karl Juljewitsch Dawidow, russischer Komponist, Dirigent, Cellist und Musikpädagoge (* 1838)
- 05. März: Karl Emanuel Klitzsch, deutscher Organist, Komponist und Musikschriftsteller (* 1812)
- 11. März: Benjamin Franklin Baker, US-amerikanischer Komponist (* 1811)
- 13. März: Enrico Tamberlik, italienischer Operntenor (* 1820)
- 23. März: Xavier Schlögl, belgischer Komponist (* 1854)
- 06. April: Sir Frederick Arthur Gore Ouseley, englischer Musikgelehrter, Organist und Komponist (* 1825)
- 08. April: Joseph Jean-Baptiste Laurent Arban, französischer Komponist und Kornettist (* 1825)
- 12. April: Johann Baptist Tafrathshofer, deutscher römisch-katholischer Priester, Pädagoge, Schriftsteller und Kirchenlieddichter (* 1814)
- 27. Mai: Clément Broutin, französischer Komponist (* 1851)
- 27. Juni: Carlotta Patti, italienische Sopranistin (* 1835)
- 27. Juni: Whitney Eugene Thayer, US-amerikanischer Organist und Komponist (* 1838)
- 17. August: Ernst Frank, deutscher Komponist und Dirigent (* 1847)

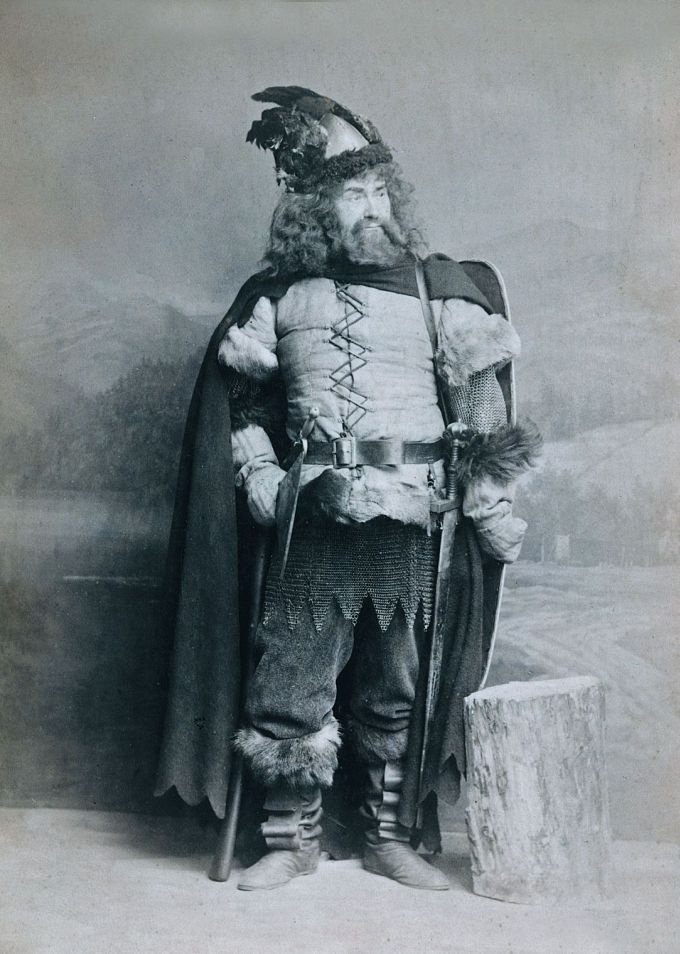
Wilhelm Hellmuth-Bräm; † 27. Dezember

- 05. Oktober: Christoph Bernhard Sulze, deutscher Organist und Hochschullehrer (* 1829)
- 10. Oktober: Adolf von Henselt, deutscher Komponist und Klaviervirtuose (* 1814)
- 22. Oktober: Olivier Métra, französischer Komponist und Dirigent (* 1830)
- 27. Oktober: Amiati, französische Chansonsängerin (* 1851)
- 00. Oktober: Louis Lebel, französischer Organist und Musikpädagoge (* 1831)
- 11. November: Max Amberger, deutscher Instrumentenbauer (* 1839)
- 13. November: Josef Grafenauer, österreichischer Orgelbauer (* 1824)
- 19. November: Eugène Bersier, französischer evangelischer Geistlicher und Kirchenlieddichter (* 1831)
- 21. November: Julius Joseph Maier, deutscher Jurist, Musikwissenschaftler und Bibliothekar (* 1821)
- 27. Dezember: Wilhelm Hellmuth-Bräm, Schweizer Sänger und Schauspieler (* 1827)